# Lophopoeum forsteri
Lophopoeum forsteri är en skalbaggsart som beskrevs av Friedrich F. Tippmann 1960. Lophopoeum forsteri ingår i släktet Lophopoeum och familjen långhorningar. Inga underarter finns listade i Catalogue of Life.